# Ime Akpan
Ime Akpan (née le 27 avril 1972) est une hurdleuse nigériane.

## Carrière
Ime Akpan remporte la médaille d'or du 100 mètres haies aux Jeux africains de 1991 et aux Championnats d'Afrique de 1982. Elle est médaillée d'argent du relais 4 × 100 mètres aux Championnats d'Afrique de 1992.  Elle est médaillée de bronze du relais 4 × 100 mètres  à l'Universiade d'été de 1993 et du 100 mètres haies aux Jeux africains de 1995.
Elle participe aux Jeux olympiques de 1996, sans parvenir à atteindre la finale du 100 mètres haies.